# Шурапала I
Шурапала I — бенгальський правитель імперії Пала.

## Життєпис
Раніше історики вважали, що Шурапала й Віграхапала — це два імені однієї й тієї ж особи. Утім дослідження мідної пластинки з округу Мірзапур підтвердило, що вони були двоюрідними братами. Вважається, що Віграхапала скинув Шурапалу або замінив його мирним шляхом, не маючи втім прямого шляху до престолу.